# Вулиця Рилєєва (Київ)
Ву́лиця Рилє́єва — вулиця в Подільському районі міста Києва, місцевості Куренівка, Сирець. Пролягає від Кирилівської вулиці до Петропавлівської вулиці.
Прилучаються вулиця Копилівська, провулок Рилєєва, Захарівська, провулки Веселковий та Артезіанський, вулиці Шполянська та Верболозна.

## Історія
Вулиця виникла в середині XIX століття, складалася з Казарменного та Новоказарменного провулків (від рекрутських казарм). На картосхемах фігурує саме як Казарменний провулок. До 1930-х років простягалася лише до Шполянської вулиці, у 1940–50-х роках досягла сучасної довжини. Під час німецької окупації міста у 1942–1943 роках — Цвайте-Реґімент-Інфантеріштрасе (нім. 2. Regiment Infanterie Str., укр. вулиця Другого піхотного полку), за назвою підрозділу Вермахту, який було розквартировано неподалік, у приміщенні середньої школи № 123 (Копилівська вулиця, 23).
У 1953 році 711-та Нова вулиця отримала сучасну назву, на честь російського поета і революціонера-декабриста Кіндрата Рилєєва. 1955 року до неї були долучені Казармений та Новоказармений провулки, які разом набули назву вулиця Рилєєва .
Будинок № 115/1 зазнав пошкоджень (вибито шибки, пошкоджено фасад) 14 березня 2022 року внаслідок падіння уламків російської крилатої ракети під час повномасштабного вторгнення РФ в Україну. Загинула одна людина, було майже повністю знищено тролейбус, що стояв на розі вулиць Рилєєва і Кирилівської, істотно пошкоджено торговельні кіоски на початку вулиці (парний бік).

## Зображення

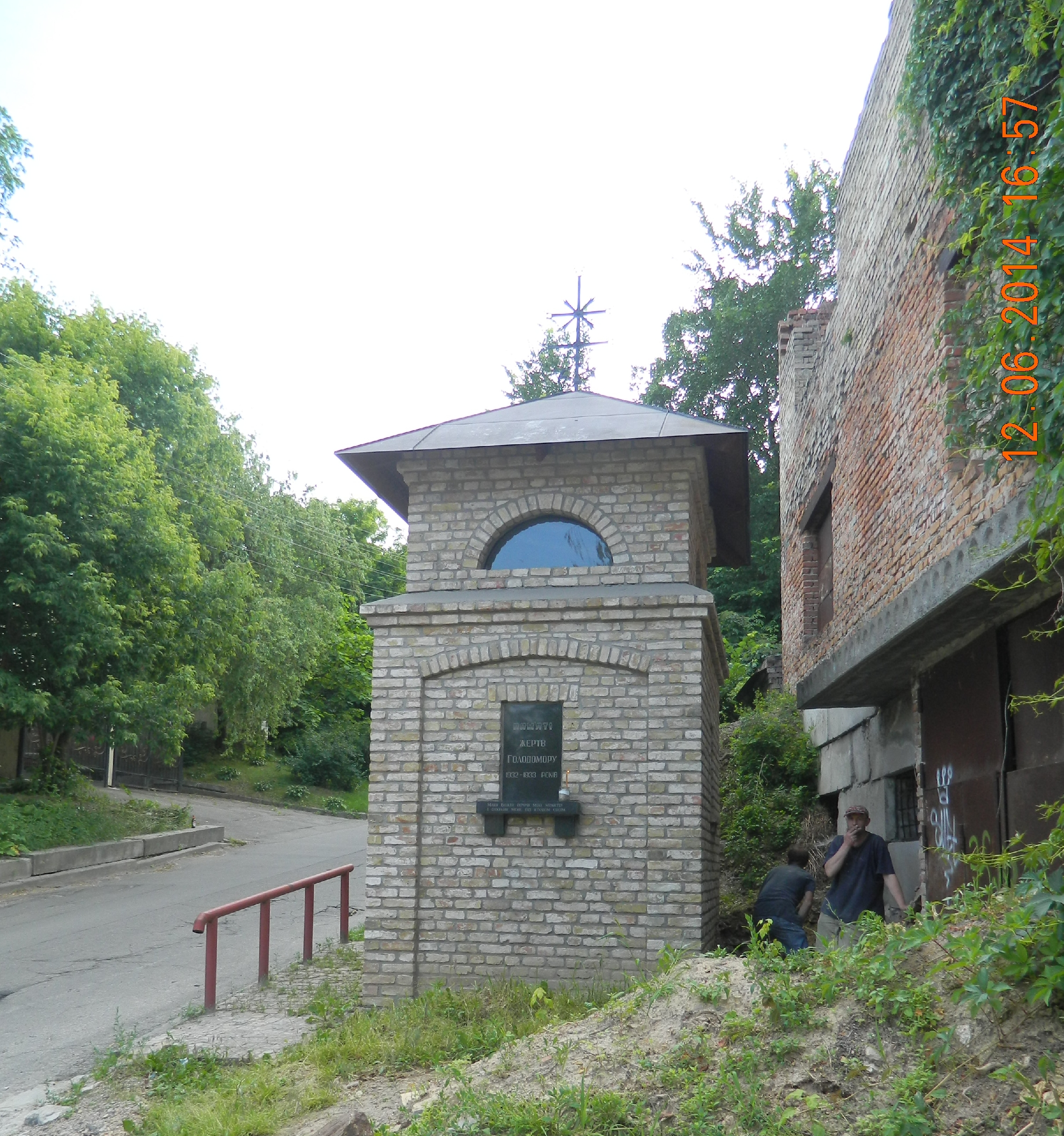
Каплиця пам'яті жертв Голодомору 1932—1933 років (між будинками № 16 і № 18)
Будинок № 16 (поч. ХХІ ст.)